# Daheim (Zeitschrift)

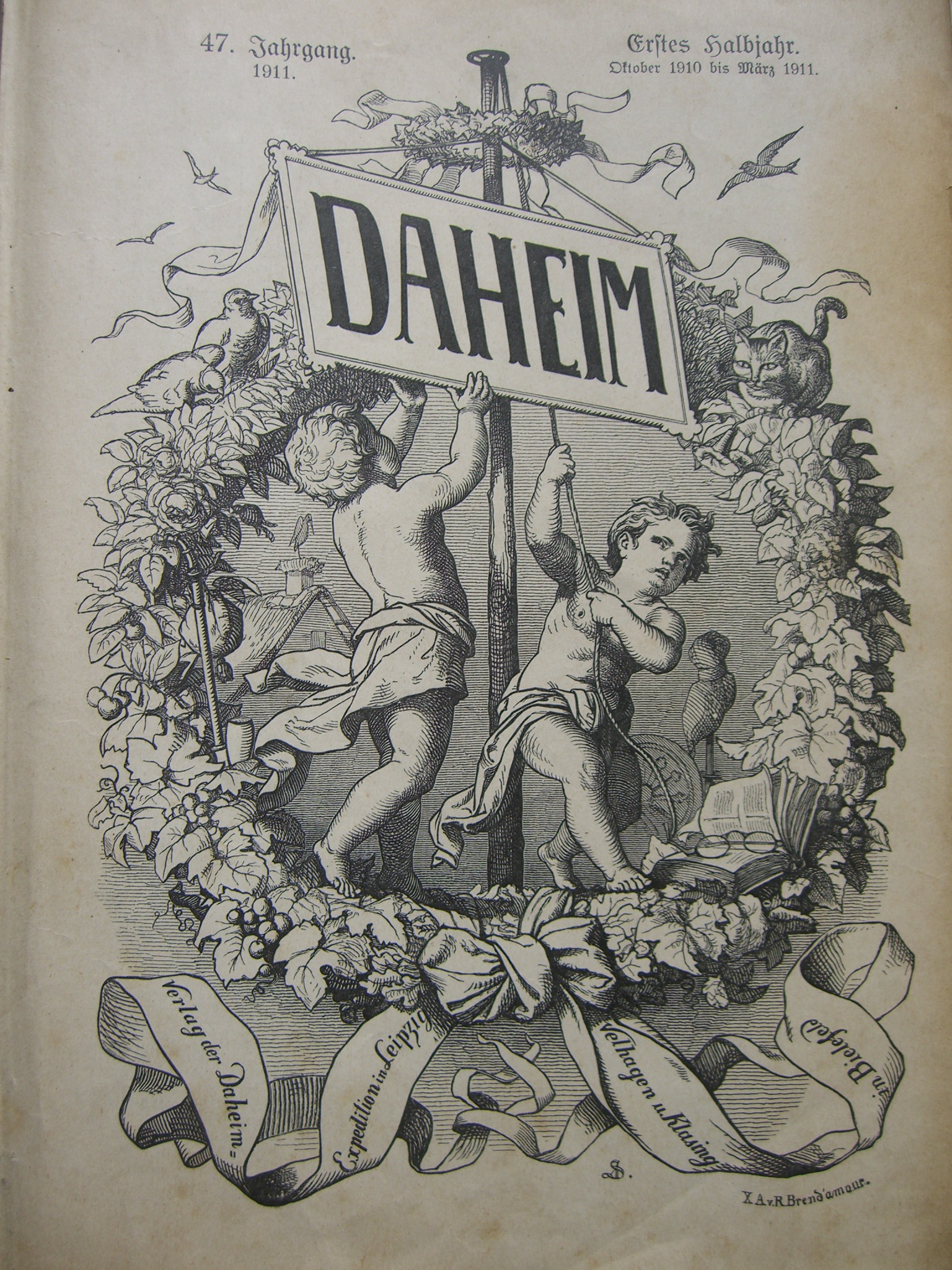
Titelblatt der Zeitschrift Daheim von 1911

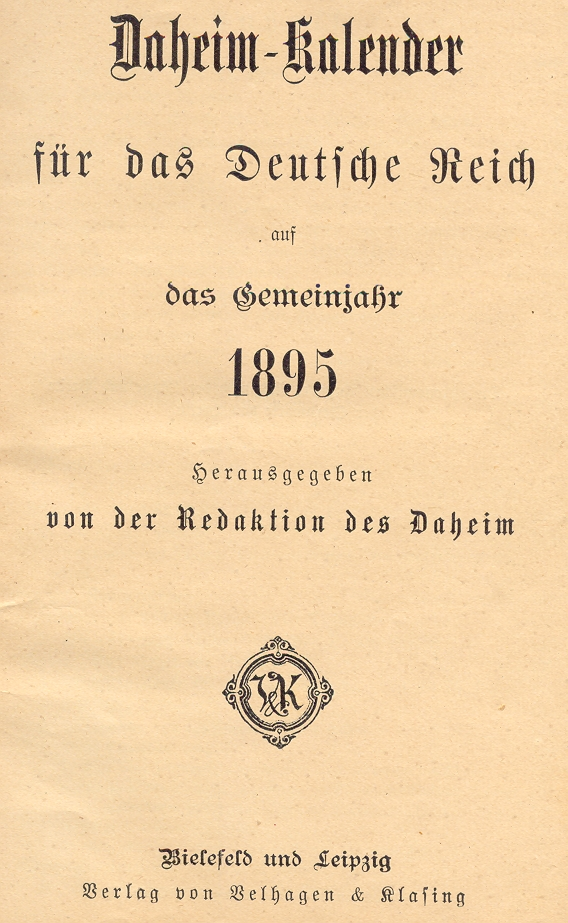
Titelblatt des Daheim-Kalenders von 1895

Die Zeitschrift Daheim : ein deutsches Familienblatt mit Illustrationen erschien über 79 Jahre von 1864 bis 1943 im Verlag Daheim-Expedition (Velhagen & Klasing) in Leipzig, Bielefeld und Berlin. Das Blatt erschien anfangs wöchentlich, später in 14-täglichem Rhythmus und war der Gestaltung der Gartenlaube nachempfunden. Inhaltlich herrschte eine konservativ-christliche Gesinnung.
1872 bis 1935 erschien auch ein jährlicher Daheim-Kalender, 1886 bis 1888 gab es zusätzlich Monatshefte des Daheim. 1915 bis 1918 verlegte der Verlag Daheim-Expedition auch eine Unterreihe Illustrierte Kriegschronik des Daheim.
Immer wieder enthielt die Zeitschrift thematische Beilagen wie Aus der Zeit – für die Zeit (ab 1879), Frauen-Daheim (ab 1886), Hausmusik (ab 1890), Der Hausgarten (ab 1892) oder ab 1894 Kinder-Daheim, später Arche Noah.
Die redaktionelle Leitung hatte anfangs Robert Koenig, bis 1877 Theodor Hermann Pantenius übernahm. Ab 1890 war Hanns von Zobeltitz Schriftleiter der Zeitschrift. Leiter der Hausmusikbeilage war von 1889 bis 1914 Ferdinand Pfohl.
Zu den Autoren und Illustratoren, die für Daheim arbeiteten, zählten die Kochbuchautorin Henriette Davidis und die zu der Zeit sehr bekannte Ottilie Wildermuth, ferner Theodor Fontane, Paul Heyse, Julius Stinde, Johannes Trojan, Fedor Flinzer, Heinrich Seidel, Ferdinand Lindner, Erich Kips, Ferdinand Pfohl und andere. Die Zeitschrift wurde unter anderem von Richard Knötel illustriert.